# Flêtre

Flêtre este o comună în departamentul Nord, Franța. În 1 ianuarie 2022 avea o populație de 946 de locuitori.